# Gries im Sellrain
Gries im Sellrain é um município da Áustria, situado no distrito de Innsbruck-Land, no estado do Tirol. Tem 22,63 km² de área e sua população em 2019 foi estimada em 613 habitantes.